# MAS 50
MAS Modèle 1950は、フランスのサン＝テティエンヌ造兵廠（MAS）およびシャテルロー造兵廠 （MAC）で製造された自動拳銃。

## 概要
1940年代後半のフランス軍は、第二次世界大戦で大きな被害を出したために、その装備火器は、連合国のものやナチス・ドイツによるフランス占領下に持ち込まれたり生産されたりしたドイツ製のものなどが混在し、非常に多彩になっていた。拳銃については、戦前から用いられていたSACM 35（Mle.1935A）やMAS 35（Mle.1935S）のほか、アメリカ製のM1911、ドイツ製のルガーP08やワルサーP38が用いられていた。特にワルサーP38は評価が高く、モーゼル社を接収して4万丁の再生産までさせている。しかしこれらの拳銃は、使用弾薬からして規格が異なり、兵站上の問題が大きかった。このことから、これらを一括して更新する国産拳銃として開発されたのが本銃である。
設計面では、1930年代に開発されてフランス陸軍の制式拳銃となっていたMAS 35（Mle.1935S）を元にしている。同銃は7.65×20mm弾を使用していたのに対し、本銃では、ワルサーP38などと同じ9x19mmパラベラム弾の規格にあわせてスケールアップしている。またグリップの滑り止め横溝など、デザイン上でもワルサーP38との類似点が指摘されている。
トライアルの結果、本銃は1952年に国家憲兵隊を含むフランス軍の制式拳銃として選定され、また国家警察の共和国保安機動隊（CRS）でもワルサーP38の後継として採用された。このほか、旧フランス植民地諸国でも多数が採用された。この大量の需要に対して、当時MAS 49半自動小銃の生産も行っていたMASの生産能力では対応しきれず、当初はシャテルロー造兵廠（MAC）が生産の主力となった。
その後、性能の陳腐化に伴い、1980年代に入ると新制式拳銃としてPAMAS G1（ベレッタM92G）が選定され、本銃はこちらに更新されて運用を終了することとなった。